# Dementium: Die Anstalt
Dementium: Die Anstalt (englischer Originaltitel: Dementium: The Ward) ist ein vom amerikanischen Entwicklerstudio Renegade Kid entwickelter Survival-Horror-Ego-Shooter, der am 17. April 2009 in Europa exklusiv für den Nintendo DS veröffentlicht wurde.

## Handlung
Der Ego-Shooter spielt in einem Krankenhaus namens Redmoor Hospital. Der Hauptcharakter William Redmoor wacht nach einem Alptraum in seinem Krankenzimmer auf. Er erinnert sich weder daran, wer er ist, noch daran, wie er in das Zimmer gekommen ist. Im Laufe des Spiels erfährt William, dass er seine Frau, Elizabeth Redmoor, umgebracht haben soll. In den meisten Cutscenes, welche relativ oft vorkommen, erscheint ein kleines Mädchen mit dem Namen Amanda, die die Tochter von William Redmoor und seiner Frau ist.

## Gameplay
Dementium: Die Anstalt unterstützt komplette 3D-Umgebungen, welche ein Krankenhaus samt Innenhof, Keller und Dach umfassen. Freischaltbare Kartenelemente, die während des Spiels eingesammelt werden müssen, erleichtern die Orientierung. Ursprünglich sollte das Spiel auch einen Multiplayer-Modus beinhalten. Dieser wurde aber weggelassen, um sich besser auf die Einzelspieler-Kampagne konzentrieren zu können, so Jools Watsham, Co-Inhaber von "Renegade Kid". Das vorhandene Waffenset beinhaltet insgesamt acht Waffen und einsetzbare Gegenstände, darunter auch eine Taschenlampe. Diese wirft einen realistischen Lichtkegel, welcher in Echtzeit berechnet wird.
Ein interessanter Aspekt am Waffensystem ist unter anderem die Tatsache, dass jede Waffe nicht nur spezielle Eigenschaften besitzt (es gibt zum Beispiel ein eingebautes Nachtsichtgerät), sondern dass unterschiedliche Gegner auch unterschiedlich auf die jeweilige Waffe reagieren.

## Nachfolger
Auf der E3 im Jahr 2009 wurde offiziell bekanntgegeben, dass ein Nachfolger von Dementium: Die Anstalt mit dem Namen „Dementium II“ erscheinen wird. Der Release in Nordamerika war der 4. Mai 2010, in Deutschland der 15. Juni 2010.

## Kritik
Dementium: Die Anstalt wurde überwiegend gut bewertet, jedoch wurde das Speichersystem und die eintönige Umgebung bemängelt.

„Mit etwas mehr Abwechslung und einem Checkpoint-System würde deutlich mehr Splatterspaß aufkommen“

„Die Entwickler haben wirklich das letzte aus der Hardware herausgeholt und es geschafft, eine dichte Atmosphäre aufzubauen“

## Neuauflage
Renegade Kid kündigte Mitte November 2015 mit Dementium Remastered eine Neuauflage für den Nintendo eShop der Nintendo 3DS-Familie an. Das Spiel erschien in Nordamerika am 3. Dezember 2015.